# Irena Kummant-Skotnicka
Irena Kummant-Skotnicka, ps. „Luga”, „Janina” (ur. 26 lutego 1924, zm. 6 sierpnia 2003 w Warszawie) – uczestniczka powstania warszawskiego, łączniczka, sanitariuszka i fotograf.

## Życiorys
Ukończyła Gimnazjum im. Królowej Jadwigi, należała do harcerstwa. W konspiracji była członkiem Oddziału Dywersji Bojowej ODB-3.
Podczas powstania warszawskiego znajdowała się na terenie Śródmieścia północ. Była łączniczką w Zgrupowaniu Bartkiewicz, w plutonie 1147 dowodzonym przez porucznika Kazimierza Pogorzelskiego ps. „Rygiel”, przemianowanym po śmierci dowódcy 2 sierpnia na pluton im. Rygla. Autorka cyklu zdjęć o żołnierzach tego plutonu i fotoreportażu ze zdobycia Komendy Policji na Krakowskim Przedmieściu. Nie każdy mógł robić zdjęcia; potrzebne były odpowiednie zezwolenia, bowiem żandarmeria powstańcza eliminowała samowolne działania by zapobiegać szpiegostwu lub dywersji. „Luga” należała do grona zarejestrowanych operatorów.
W powstaniu walczył również jej brat, por. Leopold Kummant, ps. „Ryski”.
Po kapitulacji wyszła z Warszawy wraz z ludnością cywilną, przemycając negatywy. Po wojnie pracowała w Zarządzie Głównym PCK, następnie w Wydawnictwie Czasopism Technicznych NOT jako redaktor techniczny. Jej fotografie znajdują się w zbiorach Muzeum Powstania Warszawskiego.

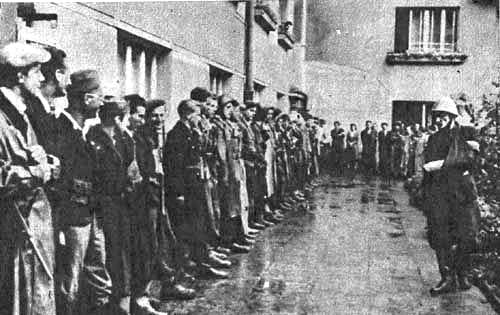
Fotografia I. Skotnickiej
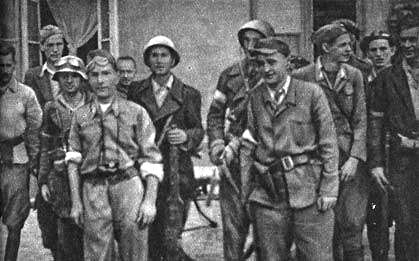
Fotografia I. Skotnickiej
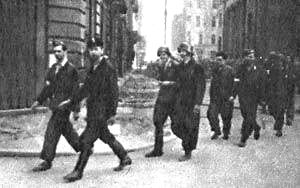
Fotografia I. Skotnickiej